# كفجال
 كفجال  بالفارسية (کفچال) قرية جبلية صغيرة تتبع لـالبلدة المركزية (بالفارسية: بخش مركزى ) من توابع مدينة بستك وتقع في محافظة هرمزگان في جنوب إيران. إحدى قرى « إقليم گودة».

## السكان
يبلغ عدد سكان هذه القرية حسب تعداد السكان لعام 2006 للميلاد، (34) نسمه تشكل (6 عائلة)، من أهل السنة والجماعة وعلى المذهب الشافعي. يتكلون الهندية والفارسية باللهجة المحلية، القرية بها مسجد، وعدة برك لحفظ مياه الأمطار، إذا سالت الأودية أيام هطول الأمطار الموسمية.

## مهنة السكان
يمتهنون بمهنة الزراعة وتربية المواشي والأغنام، والجمال. بالإضافة إلى تربية المواشي والجمال كذلك يستفيدون من أشجار الجبال المحيطة بهم لجلب الحطب وكذلك الأعشاب الطبية الموجودة على سفح الجبل وبيعها في القرى المجاورة.

## وصلات خارجية
- التقسيمات الإدارية لمحافظة هرمزگان